# 知念明希保
知念 明希保（ちねん あきほ、2月29日 -）は、日本の女性声優。神奈川県出身。声優事務所クレール所属。

## 人物
特技・趣味として歌、ダンス、カエルを挙げている。
歌は出演する舞台および朗読劇において本編中に歌唱をする機会が多い。
2020年10月から、Vライバー・蛙鳴ティノア（あめい てぃのあ）として歌ってみた動画を主にYouTubeへ投稿していたが、蛙鳴としての活動終了に伴い2024年10月末をもって公開終了となった。併せてYouTubeチャンネル名は「蛙鳴ティノア／知念明希保」から「知念明希保（ちねんあきほ）」に変更されている。
尊敬する声優、声優を目指したきっかけとして潘めぐみを挙げている。
また、潘のインスタライブにおいて知念が声優としてデビューしたこと、主要キャラでの映画デビューをしたことについて触れられている。
自身の誕生日である2024年2月29日に蛙鳴ティノアのオリジナルソングとして過去に公開していた曲である「アメイセンソウ」を、知念として改めて歌った動画を自身のYouTubeチャンネルにて公開した。

## 出演
太字はメインキャラクター。

### アニメ
2022年
- ミニ豆ちゃん シーズン2-4（こうし豆、悪ガキあずき、パッションフルーツ1 他） 

2024年
- 「HoYoFair2024 春」原神・同人特別番組『テイワット映影祭』

銀河深淵戦記（宵宮、子供）

信仰の境：真実の演繹（フリーナ、観客A、謎の人物）

### 映画
2022年
- ミューン 月の守護者の伝説（ファン3）

2023年
- 愛しのクノール（ティーン）

### ゲーム
2020年
- ロストアーカイブ（2020年 - 2023年、魔導工作員）

2021年
- クッキーラン: キングダム（モンブラン味クッキー、クイニーアマン味クッキー 他）
- 感染×少女（星蒐らぶぱ）
- 刻のイシュタリア（赤月の祝福 エステル、帝刻の夢魔 ラマシュトゥ、環き惑星 サターン）

2022年
- フェアリースフィア（2022年 - 2023年、ジンジャーブレッドマン（男）、ジンジャーブレッドマン（女））

2023年
- ラストフォート : サバイバル（黒猫のケリー、チェン・セン、フィオナ）
- アフターイメージ（エミリー 、オース、サン）
- 奏でて女子校（ファウスト、ニーズヘッグ、シンデレラ）
- ハツリバーブ -HAZE REVERB-（リーファ、コロウィン・カ・ヴィーラ、結束希、モモカ）

2024年
- ミラーシティー（白友有理紗）
- 悠々西遊（高翠蘭、提灯仙女、明月）
- 恋は職場で（砂藤まひる）

### デジタルコミック
- 【スケート】偏平足で悩む女の子がカスタムインソールを履いた結果...【漫画動画】（少女A〜D、ゾウさん、サカナ君[29]）

### 舞台・朗読劇
- 剱神舞台公演 第九弾「Sword～転生しすぎて、ほぼ現代社会～」（2021年4月8日 - 10日、労音大久保会館R'sアートコート） - ヘル 役
- 萬腹企画×かいじゅうコット 特別コラボ公演「マッピルマの人々」（2022年7月27日 - 31日[注釈 2] 29日） - 高橋梓 役（代役[31]）
- For series presents 2nd season Vol.3 ～夏の彼女～（2022年11月25日 - 27日、TACCS1179）- ナヅナ 役
- For series presents 2nd season Vol.4 ～つなぐモノ～（2023年7月14日 - 16日、てあとるらぽう） - あや香 / ユリ 役
- 朗読劇「涙箱」Vol.6（2023年8月10日 - 13日、シアターシャイン） - リィン 役
- 朗読劇「涙箱」Vol.7（2023年10月6日 - 9日、シアターシャイン） - サエの母 / 広瀬くれあ 役
- ZAIKO Presents アフリカ座グループ u-you.company30th STAGE 「アルキミコ」～（2024年2月9日 - 13日、TACCS1179） - 小樺花 役

### その他コンテンツ
- IRIAM Vライバー「蛙鳴 ティノア」CV（2020年 - 2023年[32]）

### シリーズ一覧
1. ↑  シーズン2（2022年）、シーズン3（2022年）、シーズン4（2022年）